# 25085 Melena
25085 Melena è un asteroide della fascia principale. Scoperto nel 1998, presenta un'orbita caratterizzata da un semiasse maggiore pari a 2,5692082 UA e da un'eccentricità di 0,0907849, inclinata di 11,44956° rispetto all'eclittica.
L'asteroide è dedicato a Robin Melena, segretaria e tesoriera dell'Osservatorio Lowell. 